# Федеральное административное ведомство Германии
Федеральное административное ведомство Германии (нем. Bundesverwaltungsamt, BVA) — федеральное государственное учреждение Германии, находящееся в подчинении Министерства внутренних дел ФРГ. Штаб-квартира ведомства располагается в Кёльне. Федеральное административное ведомство занимается решением многочисленных управленческих и административных вопросов во всевозможных министерствах Германии.
Некоторые направления работы Федерального административного ведомства:
- Возврат кредитов на обучение по программе BAföG.
- Управление образовательными учреждениями Германии, расположенными за рубежом.
- Решение вопросов гражданства для немецких граждан, проживающих за рубежом.
- Осуществление приёма немецких переселенцев в Германию.
- Рассмотрение вопросов о возвращении немецкого гражданства лицам, лишённым гражданства Германии во времена Третьего рейха, и их потомкам.
- Центральный учёт иностранных граждан, проживающих в Германии.
- Заверение выданных в Германии документов апостилем.
- Всевозможные вопросы управления персоналом по поручению других министерств Германии.
- Подготовка, обучение и повышение квалификации служащих министерств.